# Beleg van Syracuse (214-212 v.Chr.)
Het Beleg van Syracuse door de Romeinse Republiek vond plaats van 214-212 v.Chr. tijdens de Tweede Punische Oorlog. De beroemde Griekse wetenschapper Archimedes vervaardigde verschillende oorlogsmachines om de belegeraars buiten de deur te houden maar uiteindelijk wisten de Romeinen de stad in te nemen. Archimedes werd tegen de wens van de Romeinse bevelhebber Marcellus door een soldaat gedood. Met de Romeinse verovering van de Griekse stadstaat Syracuse eindigde de Hellenistische periode op Sicilië en kreeg Rome de controle over het gehele eiland.

## Wat voorafging
Het tijdens de Eerste Punische Oorlog op Carthago veroverde Sicilië werd onder de naam Sicilia de eerste Romeinse provincie. De Griekse stadstaat Syracuse was een bondgenoot van Rome en een onafhankelijke regio in de provincie. Na de dood van koning Hiëro II van Syracuse in 215 v.Chr. kwam Hieronymus van Syracuse op de troon. Deze liet zich overhalen om de zijde van Carthago te kiezen tijdens de Tweede Punische Oorlog. Hieronymus en de pro-Carthaagse edelen werden vermoord, maar desondanks stuurde Rome een belegeringsmacht naar Syracuse om een mogelijke alliantie tussen Syracuse en Carthago in de toekomst te verhinderen.

## Beleg

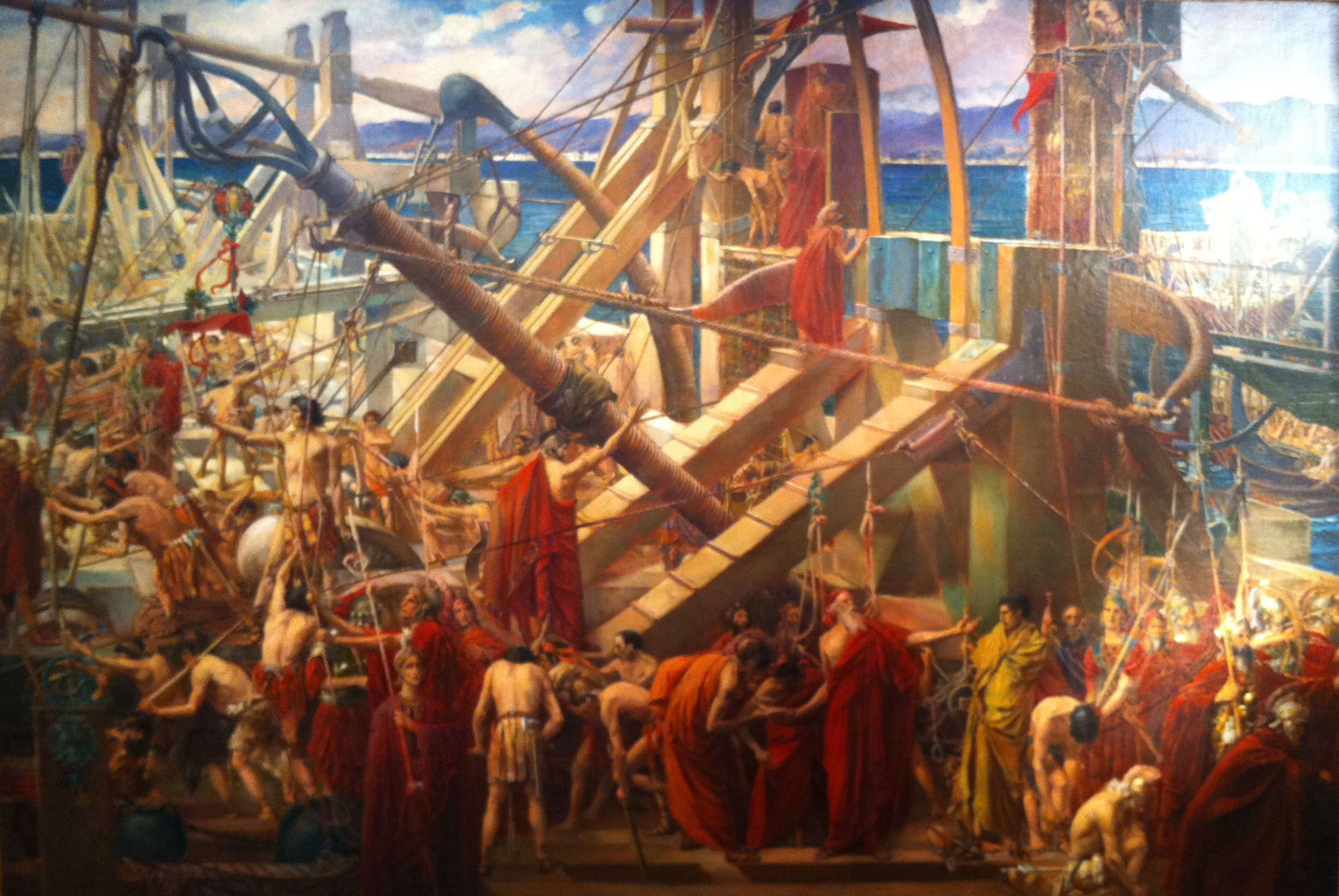
Archimedes en zijn katapulten op de muren van Syracuse.

De Romeinse generaal Marcellus arriveerde op Sicilië en nam het bevel over de Romeinse troepen op het eiland over van Claudius Pulcher. Marcellus liet Syracuse zowel vanuit zee als over land aanvallen. Hij nam zelf het bevel over de vloot en stelde Claudius Pulcher aan het hoofd van het landleger. Met 60 quinqueremen vol belegeringswapens zette Marcellus de aanval in. Acht met elkaar verbonden galeien droegen een gigantische sambuca, een soort van drijvende belegeringstoren met grote valbrug waarmee Marcellus de muren wilde innemen. 
Archimedes had echter zijn voorzorgen genomen: hij had allerlei soorten katapulten waaronder onagers en ballista's op de stadsmuren laten bouwen en de muren laten voorzien van schietgaten, waardoor boogschutters en scorpiones (compacte ballistae) hun projectielen op de aanvallers konden afschieten zonder zelf een doelwit van de vijand te worden. Voor de schepen die te dicht bij de muren kwamen om met artillerie te kunnen beschieten had Archimedes een bijzondere verrassing: de zogenaamde klauw van Archimedes; een soort hijskraan waarmee de Romeinse schepen werden opgetild totdat ze kapseisden. Grote katapulten schoten rotsblokken met een gewicht van 10 talenten (meer dan 250 kilogram) op de Romeinse schepen af, waarop de sambuca zwaar beschadigd raakte. Volgens Anthemios van Tralles gebruikte hij ook zonnespiegels om Romeinse schepen in brand te steken. Na dit machtsvertoon blies een ontstelde Marcellus de aftocht.
Daarop besloot Marcellus de muren in de nacht te benaderen in de hoop dat Archimedes' machinerieën hen zo dicht bij de muren niet konden deren, maar ook hier werden ze onder vuur genomen door projectielen uit de vuurgaten en stenen die vanaf de muur op hen geworpen werden. Met grote verliezen brachten de Romeinen zich in veiligheid. Marcellus zag in dat hij niet opgewassen was tegen de vernuftige wapens van Archimedes en besloot daarom de stad te isoleren en de omliggende steden te veroveren. De Carthagers probeerden Syracuse te hulp te komen maar werden teruggedreven. Her beleg geraakte in een impasse omdat de Romeinen er niet in slaagden de aanvoer over zee naar Syracuse tegen te houden.

## Inname van de stad

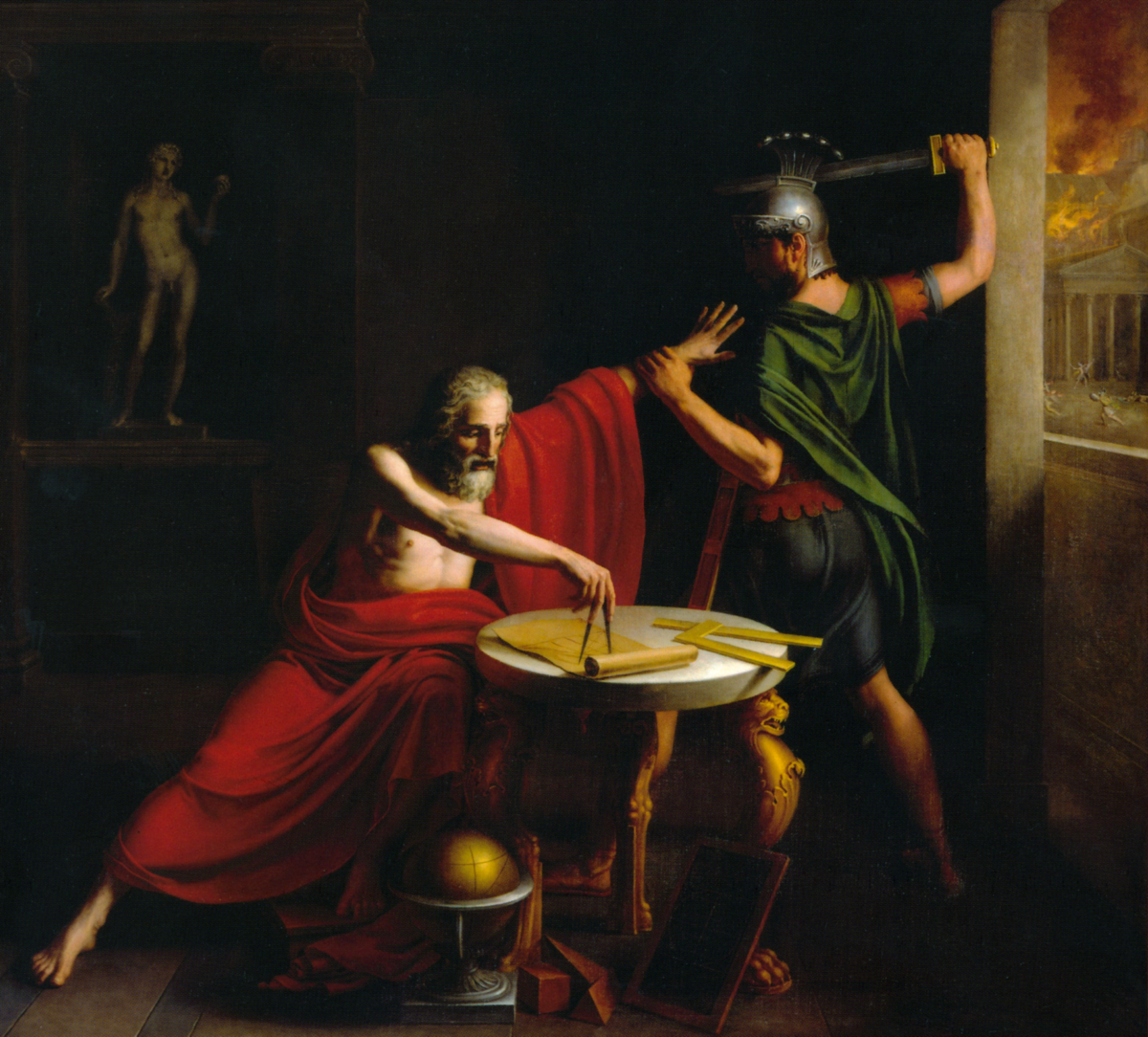
De dood van Archimedes.

Tijdens de onderhandelingen met de Grieken over de vrijlating van de door de Romeinen gevangengenomen Damippus bezocht Marcellus Syracuse, waarbij hem een toren opviel die slecht verdedigd werd en vrij makkelijk vanaf de muren kon worden ingenomen. Hij liet stormladders maken en toen de Syracusiërs een feest tere ere van Artemis vierden wist hij 's nachts de toren en omringende stadsmuur in te nemen. De soldaten vochten zich naar de poort en voor het morgen was hadden de Romeinen Syracuse ingenomen.
Terwijl de stad werd ingenomen had Archimedes een wiskundig cirkeldiagram in het zand getekend en was hij hierover aan het nadenken. Een soldaat kwam binnen en liep over de tekening, waarop Archimedes uitriep: Verstoor mijn cirkels niet! Hierop doodde de soldaat de toen hoogbejaarde Archimedes met zijn zwaard, tot verdriet van Marcellus, die een groot bewonderaar was van de bij zijn leven al beroemde Griekse geleerde.
De citadel van Syracuse kon niet worden ingenomen en hield nog 8 maanden stand, maar omdat deze niet meer bevoorraad kon worden werd deze na een lange belegering uiteindelijk in 212 v.Chr. ingenomen, waarmee geheel Sicilië nu onder Romeinse controle was gekomen.
Oorlogen van de Romeinse Republiek
· Romeins-Etruskische Oorlogen
· Romeins-Aequische Oorlogen
· Latijnse Oorlog
· Romeins-Hernicische Oorlogen
· Romeins-Volscische Oorlogen
· Samnitische oorlogen (Eerste, Tweede, Derde)
· Pyrrhische Oorlog
· Punische oorlogen (Eerste, Tweede, Derde)
· Illyrische Oorlogen (Eerste, Tweede, Derde)
· Macedonische Oorlogen (Eerste, Tweede, Derde, Vierde)
· Romeins-Seleucidische Oorlog
· Aetolische Oorlog
· Galatische Oorlog
· Romeinse Verovering van Hispania (Eerste Celtiberische Oorlog, Lusitanische Oorlog, Numantische Oorlog, Sertorische Oorlog, Cantabrische Oorlogen)
· Achaeïsche Oorlog
· Oorlog tegen Jugurtha
· Cimbrische Oorlog
· Servilische Oorlogen (Eerste, Tweede, Derde)
· Bondgenotenoorlog
· Sulla's Burgeroorlogen (Eerste, Tweede)
· Mithridatische oorlogen (Eerste, Tweede, Derde)
· Gallische Oorlog
· Romeinse expedities naar Britannia
· Burgeroorlog tussen Pompeius en Caesar
· Einde van de Republiek (Slag bij Mutina, Burgeroorlog tegen Brutus en Cassius, Siciliaanse Opstand, Perusiaanse Oorlog, Burgeroorlog tussen Antonius en Octavianus)
Oorlogen van het Romeinse Keizerrijk
· Germaanse Oorlogen (Teutoburgerwoud, Marcomannenoorlog, Alemannische Oorlogen, Gotische Oorlog, Visigotische Oorlogen)
· Romeinse verovering van Britannia
· Boudicca
· Armenische Oorlog
· Vierkeizerjaar
· Joodse Oorlog
· Romeins-Parthische Oorlog
· Romeins-Perzische oorlogen
· Burgeroorlogen van de derde eeuw
. Gotische oorlog (376-382)
. Gotische opstand van Alarik I
. Gildonische opstand
. Gotische oorlog (402-403)
. Pictische oorlog van Stilicho
. Oorlog van Heraclianus
. Oorlog van Radegaisus
. Rijnoversteek
. Romeinse Burgeroorlog 427-429
· Val van het West-Romeinse Rijk